# Monohardi
Monohardi è un sottodistretto (upazila) del Bangladesh situato nel distretto di Narsingdi, divisione di Dacca. Si estende su una superficie di 193,87 km² e conta una popolazione di 275.112 abitanti (dato censimento 1991).